# Незлобинский, Николай Антонович
Незлобинский Николай Антонович (12 мая 1885, Пятигорск — 17 мая 1942, Струга) — русский и югославский орнитолог, врач, один из основоположников орнитологии на территории современной Македонии, основатель музея его имени в городе Струга.

## Биография

### Детство и молодость в Российской империи
Сын известного российского горного инженера Антона Ивановича Незлобинского, одного из создателей курортов на Кавказских Минеральных водах. Родился в Пятигорске, окончил в 1912 году Военно-медицинскую академию в Санкт-Петербурге. Получил чин надворного советника и в январе 1913 года поступил на службу младшим врачом Черноморского флота. В Первую мировую войну служил врачом на Черноморском флоте (с 1917 года старшим).

### Эмиграция

Н. А. Незлобинский и сотрудники Музея естественных наук (Струга) на полевом выезде

Вместе с врангелевцами эвакуировался из Крыма с семьёй и в 1921 году оказался в Королевстве сербов, хорватов и словенцев, где получил должность в Министерстве здравоохранения сначала в Крива-Паланке, а потом в Струге. В Стругу прибыл 28 августа 1924 года, где его главной задачей была борьба с малярией. Был оборудован госпиталь на островах в русле реки Дрин, где трудился с двумя другими русскими специалистами — Г. Рудневым и М. Макаровым. В 1926 году начал создавать коллекцию чучел животных и птиц, которая в 1937 году королевским декретом была преобразована в Музей естественных наук (открыт в 1940 году). В 1941 году итальянские войска приспособили здание Музея под госпиталь, но после войны Музей открылся вновь. Ныне это Народный музей доктора Николая Незлобинского. Скончался 17 мая 1942 года.

## Научные труды
- К вопросу об уничтожении стрекозами мошек и комаров. — Петроград, 1915.
- О ленточных паразитах. Издана в Ежегоднике Сербской королевской Академии наук в 1939 году (на сербо-хорватском языке).